# Chambre de commerce et d'industrie du pays d'Arles
La chambre de commerce et d'industrie du pays d'Arles est l'une des 2 CCI du département des Bouches-du-Rhône. Son siège est à Arles, Avenue de la 1re division France Libre.
Elle fait partie de la chambre de commerce et d'industrie de région Provence-Alpes-Côte d'Azur et du réseau national CCI France.

## Missions
À ce titre, elle est un organisme chargé de représenter les intérêts des entreprises commerciales, industrielles et de service de l'arrondissement d'Arles et de leur apporter certains services. C'est un établissement public qui gère en outre des équipements au profit de ces entreprises.
Comme toutes les CCI, elle est placée sous la tutelle du préfet de région  représentant le ministère  chargé de l'Économie et des Finances.

### Service aux entreprises
- Centre de formalités des entreprises
- Assistance technique au commerce
- Assistance technique à l'industrie
- Assistance technique aux entreprises de service
- Point A (apprentissage)
- Service Emploi : CEP, Bilan de Compétences, Conseil appui RH

### Gestion d'équipements
- Port fluvial d'Arles[1]
- Palais des Congrès d'Arles[2]

### Centres de formation
- CCI Formation Pays d'Arles : 04 90 99 08 08 - formation[@]arles.cci.fr

## Historique
La chambre de Commerce d'Arles est née par un décret du 20 août 1909 paru au journal officiel du 26 août 1909.
Par une décision en date du 8 janvier 1990, la chambre de Commerce et d’Industrie d’Arles est autorisée à s’appeler chambre de Commerce et d’Industrie du pays d’Arles. Cette décision est parue dans le Journal officiel no 23 du 27 janvier 1990.

## Les 36 communes de l'arrondissement de la CCI du Pays d'Arles
- Alleins
- Arles
- Aureille
- Barbentane
- Boulbon
- Cabannes
- Châteaurenard
- Eygalières
- Eyguières
- Eyragues
- Fontvieille
- Graveson
- Lamanon
- Le Paradou
- Les Baux de Provence
- Maillane
- Mallemort
- Mas-Blanc-des-Alpilles
- Maussane
- Molleges
- Mouries
- Noves
- Orgon
- Plan-d’Orgon
- Port Saint Louis du Rhône
- Rognonas
- Saint Andiol
- Saint-Étienne-du-Grès
- Saint Martin de Crau
- Saint-Pierre-de-Mézoargues
- Saint Rémy de Provence
- Saintes Maries de la Mer
- Senas
- Tarascon
- Vernègues
- Verquières